# Искър (улица в София)
Вижте пояснителната страница за други значения на Искър.
„Искър“ е улица в район „Оборище“, София.
Простира се между бул. „Ген. Данаил Николаев“ и бул. „Мария-Луиза“. Пресича се с бул. „Васил Левски“ и „Г. С. Раковски“.

## Обекти
На ул. „Искър“ или в нейния район са разположени следните обекти (от изток на запад):
- УМБАЛ Царица Йоанна – ИСУЛ
- Факултет по обществено здраве към Медицински университет - София
- Централна консултативна поликлиника
- Читалище „Проф. А. Стоянов“
- СМГ „П. Хилендарски“, №61
- 4 СВГ „Отец Паисий“
- 3-ти ДКЦ
- СО – Дирекция Транспорт
- Евангелска петдесятна църква
- Полски културен институт
- Дирекция Софийски кадастър
- ДА по енергийна политика
- Дом на киното
- Превантивно-информационен център по проблемите на наркоманиите (Център за лечение на зависимости)